# Синицын, Пётр Васильевич
Пётр Васильевич Сини́цын (???, Москва, Российская империя — 24 января 1904, там же) — русский антиквар и москвовед.

## Биография
Родился в Москве в купеческой семье, точной даты и места рождения неизвестны. Жил и работал в собственном доме в Преображенском. Активно увлекался москвоведением и написал ряд книг, одну из которых проиллюстрировал величайший художник Михаил Нестеров. Являлся создателем своего собственного домашнего музея в своём родном доме, куда он приглашал всех желающих бесплатно. В своём музее он собрал гравюры, картины, книги, предметы утвари, рукописи и многие другие старинные вещи.
Скончался 24 января 1904 года в Москве. Похоронен на Семёновском кладбище.

## Сочинения
Преображенское и окружающие его места. Их прошлое. Составил и издал П.В.Синицын. Москва, 1895. Репринт: Москва, "Сварог и К", 1997 г.